# 中国民主促进会新疆维吾尔自治区委员会
中国民主促进会新疆维吾尔自治区委员会，简称民进新疆区委会、民进新疆维吾尔自治区委、新疆民进，是中国民主促进会在新疆维吾尔自治区的地方组织。